# فضاءات ميديا
فضاءات ميديا هي مجموعةٌ إعلاميةٌ عربية تأسست عام 2012 في الدوحة، قطر. يتبع للمجموعة عدة مشاريع إعلامية، منها صحيفة العربي الجديد، والنسخة الإنجليزية (The New Arab)، وشبكة التلفزيون العربي وتلفزيون سوريا.

## المشاريع

### القنوات
تتضمن القنوات الفضائية التابعة للمجموعة:
- «التلفزيون العربي»: قناةٌ تلفزيونيةٌ عامة ناطقة باللغة العربية تقدم للمشاهد العربي برامج إخبارية وسياسية واجتماعية وثقافية وترفيهية. وتضمّ قناة «التلفزيون العربي» 40 مراسلًا، وفريقًا من 430 موظفًا و24 مكتبًا، وتتخذ من 28 مدينة مقرًّا لها.[5]
- «التلفزيون العربي 2»: هي القناة الثانية المكملة للتلفزيون العربي، وثاني القنوات التلفزيونية للشبكة الإعلامية. تهتم بشكل خاص بالمشاهدين في بلدان شمال إفريقيا (ليبيا، تونس، الجزائر، المغرب، موريتانيا)، وكذلك الجاليات العربية في بلدان أوروبا،[6][7] انطلق البث يوم 18 سبتمبر(أيلول) الشبكة من مقره الجديد في مدينة لوسيل في قطر.[8]
- «تلفزيون سوريا»: قناةٌ فضائية تبثّ حاليًّا من إسطنبول وهي موجّهة للسوريين حول العالم. ويضمّ «تلفزيون سوريا» 11 مراسلًا وفريقًا من 221 موظفًا.[9]

### الصحف
- صحيفة «العربي الجديد»: أول مشاريع شركة فضاءات ميديا،[10] وهو موقعٌ إلكتروني وصحيفة مطبوعة. أُطلق موقع «العربي الجديد»[11] الإخباري في مارس (آذار) 2014، ثم جرى إصدار الصحيفة اليومية في سبتمبر (أيلول) 2014.[10] وتوزّع الصحيفة في 13 دولة في أوروبا والشرق الأوسط وشمال إفريقيا والمملكة المتحدة وتركيا، وتصل إلى 158 مدينة في العالم.

### المواقع
- «The New Arab»: موقع إخباري ناطق باللغة الإنكليزية يعدّ رديفًا لموقع وصحيفة العربي الجديد، وقد أُطلق في نفس تاريخ إطلاق الصحيفة في سبتمبر (أيلول) 2014.
- «عرب 48»: هو موقعٌ إخباريٌ عربي، تأسس في منتصف تسعينيات القرن العشرين، وتقع مكاتبه في حيفا. سُميَّ الموقع نسبةً إلى عرب 48، يُغطي الموقع الأخبار الفلسطينية العربية والدولية والشؤون الإسرائيلية والأخبار المحلية في داخل الخط الأخضر، كما ينتقد السياسات الإسرائيلية عامةً والاتفاقيات بين إسرائيل والدول العربية،[12] يُدير الموقع مجلةً إلكترونيةً ثقافية فلسطينية تُسمى «فُسْحَة»، كانت قد تأسست عام 2015، وانطلقت في فبراير (شباط) 2016.[13]
- «ألترا صوت»: هو موقع إعلامي عربي مُنوع،[14] انطلق عام 2015، وتتبع له مجموعة من المواقع الفرعية في عدة دول عربية، منها فلسطين وتونس والعراق والجزائر والسودان. يهدفُ الموقع[15] إلى توفير مساحة لقضايا الشباب العربي، ومتابعتها على مختلف مستوياتها وسياقاتها، حيثُ يعتمد المَوقع في محتواه على مساهمات مجموعةٍ واسعة من الشباب العربي في مُختلف البلدان. يعملُ في الموقع فريقٌ من الصحفيات والصحفيين والمختصين الشباب من مختلف الدول العربية.
- «وين وين»: موقع رياضي أُسس عام 2020، وكان أحد الرعاة الرسميين الإقليميين لبطولة كأس العرب 2021. ويعدُّ من أبرز المواقع التي تُعنى بالاحداث الرياضية على الصعيد العربي.[16]
- «صحتك»: موقع صحي عربي متخصص في المجال الطبي، يهدف بشكل أساسي إلى توفير المعلومات الصحية لتثقيف وتوعية القارئ العربي في المجال الصحي يضم عشرات الأطباء والمختصين في المجال الصحي، كما يتلقى مشاركات طبية من الكوادر الطبية في مختلف المجالات.[17]
- «مسبار»: موقع عربيّ لفحص الحقيقة وكشف الكذب في الفضاء العموميّ، تأسس في يناير (كانون الثاني) 2020، يتميز الموقع بوجود مؤشر خاص بالموقع يتعلق بالأخبار الكاذبة وتصنيف مصداقية الوسائل الإعلامية.[18]